# Primeri inšpektorja Vrenka
Primeri inšpektorja Vrenka je slovenska televizijska kriminalistična serija, ki je nastala po romanih slovenskega pisatelja Avgusta Demšarja. Prvi del je bil na sporedu 10. januarja 2021 na prvem programu Televizije Slovenija. Ob nedeljah se je v prvi in nato v drugi sezoni odvrtelo po šest delov.
Serija se dogaja v Mariboru. Glavni junak je kriminalistični inšpektor Martin Vrenko, psiholog po izobrazbi.

## Epizode in gledanost

### Prva sezona
| Št. | Naslov                | Datum predvajanja |
| --- | --------------------- | ----------------- |
| 1.  | Zlatovranka, 1. del   | 10. januar 2021   |
| 2.  | Zlatovranka, 2. del   | 17. januar 2021   |
| 3.  | Retrospektiva, 1. del | 24. januar 2021   |
| 4.  | Retrospektiva, 2. del | 31. januar 2021   |
| 5.  | Brez zavor, 1. del    | 14. februar 2021  |
| 6.  | Brez zavor, 2. del    | 21. februar 2021  |

### Druga sezona
| Št. | Naslov                 | Datum predvajanja |
| --- | ---------------------- | ----------------- |
| 1.  | Nevidni človek, 1. del | 8. januar 2023    |
| 2.  | Nevidni človek, 2. del | 15. januar 2023   |
| 3.  | Hotel, 1. del          | 22. januar 2023   |
| 4.  | Hotel, 2. del          | 29. januar 2023   |
| 5.  | Obsedenosti, 1. del    | 5. februar 2023   |
| 6.  | Obsedenosti, 2. del    | 12. februar 2023  |

### Tretja sezona
| Št. | Naslov                        | Datum predvajanja |
| --- | ----------------------------- | ----------------- |
| 1.  | Pohorska transverzala, 1. del | 23. februar 2025  |
| 2.  | Pohorska transverzala, 2. del | 2. marec 2025     |

## Produkcija

### Prva sezona
Leta 2017 je Avgust Demšar poslal sinopsis in prvi scenarij na razpis RTV Slovenije. Izbran je bil skupaj z Jezerom, ki so ga posneli prvega zaradi praktičnih razlogov, dogaja se namreč pozimi. Najprej je sam napisal šest scenarijev, potem so vstopili drugi. S snemanjem se ni ukvarjal.
Za podlago so služili Demšarjevi romani Olje na balkonu (epizodi Zlatovranka), Retrospektiva in Tanek led (epizodi Brez zavor). Producent serije je uvedel lik Vrenkovega očeta in prijateljico, ki nadomesti 20 let zakona.
Porabljenih je bilo 52 snemalnih dni med 1. avgustom in 15. oktobrom 2020. Snemali so v Mariboru, Ljubljani, na Otočcu in v Polževem. Proračun je ocenjen na 800.000 evrov.

## Zasedba

### Glavni liki
| Igralec/-ka            | Vloga                                               | Sezona |
| ---------------------- | --------------------------------------------------- | ------ |
| Dario Varga            | Martin Vrenko, mariborski kriminalistični inšpektor | 1-3    |
| Jurij Drevenšek        | Marko Breznik, kriminalist                          | 1      |
| Lotos Šparovec         | Oskar Brajdič, kriminalist                          | 1-3    |
| Katarina Čas           | Mojca, lastnica džezovskega kluba, Martinovo dekle  | 1-3    |
| Janez Hočevar          | Boris Vrenko, Martinov oče                          | 1-2    |
| Barbara Lapajne Predin | Berta Baloh, šefica                                 | 1-2    |
| Toni Cahunek           | Tone, forenzik                                      | 1-3    |
| Lovro Zafred           | Tadej Krajnc, celjski kriminalist                   | 2-3    |

### Zlatovranka (1. - 2. del)
| Igralec/-ka          | Vloga                     |
| -------------------- | ------------------------- |
| Ivica Knez           | Ribič                     |
| Marjuta Slamič       | Ribičeva žena             |
| Tone Kuntner         | Milutin Latinović         |
| Jure Ivanušič        | Samuel Vraz               |
| Goran Tatar          | Klavdij Potokar, zdravnik |
| Eva Kraš             | Potokarjeva žena          |
| Renato Jenček        | Bogataj                   |
| Maja Martina Merljak | Nastja Novak              |

### Retrospektiva (3. - 4. del)
| Igralec/-ka       | Vloga                                                         |
| ----------------- | ------------------------------------------------------------- |
| Uroš Smolej       | Roman Doli                                                    |
| Andrej Murenc     | Silvan Korenika, sin pokojnega slikarja                       |
| Branko Jordan     | Rajmond Korenika, Silvanov brat                               |
| Milena Zupančič   | Angela Korenika, Rajmondova in Silvanova mati                 |
| Inti Šraj         | Tina Korenika, Silvanova žena                                 |
| Alenka Tetičkovič | Erika Korenika, Rajmondova žena                               |
| Ivanka Mežan      | Hilda Korenika, Angelina sestra, Rajmondova in Silvanova teta |
| Alenka Kraigher   | Ana Korenika, žena pokojnega slikarja                         |
| Vladimir Jurc     | Ira Liebmann, cenilec                                         |

### Brez zavor (5. - 6. del)
| Igralec/-ka              | Vloga                                |
| ------------------------ | ------------------------------------ |
| Mojca Simonič            | Sanja Klemenčič, ravnateljica        |
| Blaž Valič               | Danilo Toplak, podravnatelj          |
| Viktorija Bencik Emeršič | Tjaša Kocen, tajnica                 |
| Nenad Tokalić            | Edi Turek, učitelj                   |
| Anže Zevnik              | Humer, učitelj športa                |
| Alenka Kozolc Gregurić   | Nevenka Primožič, učiteljica         |
| Bernarda Oman            | Magda Pintar, učiteljica             |
| Aleksandra Balzamović    | Klavdija Oblak, učiteljica biologije |
| Matjaž Javšnik           | Branko Vreznar, traktorist           |

### Nevidni človek (7. - 8. del)
| Igralec/-ka   | Vloga                                 |
| ------------- | ------------------------------------- |
| Pia Zemljič   | Ema Žnidaršič, vodja društva          |
| Nina Ivanišin | Marta Jenko, sekretarka               |
| Ana Urbanc    | Kristina Luzner                       |
| Uroš Fürst    | Peter Divjak, profesor, Emin ljubimec |
| Nebojša Rako  | Črt Ujčič, bivši partner Kristine     |
| Tarek Rashid  | Luka Kocjančič, natakar               |

### Hotel (9. - 10. del)
| Igralec/-ka          | Vloga                                              |
| -------------------- | -------------------------------------------------- |
| Gorazd Žilavec       | Štefan Houra, prekmurski kriminalistični inšpektor |
| Barbara Krajnc Avdić | Viktorija Božič                                    |
| Petja Labović        | Niko Božič                                         |
| Jan Cvitkovič        | Jimi Kos                                           |
| Gašper Lovrec        | Tristan Šaruga                                     |
| Sana Ropoša          | Saška Berden, Tristanovo dekle                     |
| Boris Ostan          | Mihael Cipot, zaposleni v penzionu                 |
| Teja Glažar          | Ana, Borisova simpatija v hotelu                   |

## Ekipa

### Prva sezona
- producenti: Janez Pirc, Jani Virk in Barbara Daljavec[6]
- glasba: Anže Rozman
- režija: Boris Jurjaševič in Slobodan Maksimović
- scenarij: Avgust Demšar, Gregor Fon in Martin Horvat
- montaža: Jurij Moškon
- fotografija: Vladan G. Janković
- scenografija: Mateja Medvedić
- kostumografija: Katarina Šavs, Nina Čehovin
- maska: Eva Uršič

## Kritike
Emica Antončič, lektorica pri filmih Kavarna Astoria in Moj ata, socialistični kulak, je napisala, da je mariborski govor lahko tudi jezik prefinjene politične satire. Rabo štajerskih narečij za komične nastope je opazila že v prejšnih časih, ko ni bila komercialno razvpita. Pri gledališču in filmu je kot lektorica ustvarjala čim bolj naraven jezik, vendar pri karikiranju štajerščine za komični učinek v ljubljanski postavitvi predstave Moj ata, socialistični kulak (lektorica je bila Nada Šumi) ni imela občutka, da so liki slaboumni. Tudi pri seriji Komisar Rex, kjer se uporablja dunajski pogovorni jezik, likov ni imela za umsko podpovprečne. Zavrnila je trditve, da bi bilo s štajerskimi igralci bolje, saj morajo ti že zelo zgodaj govoriti v zbornem jeziku in brez pomoči lektorja ne zdržijo v svoji domači govorici. Omenila je, da so v devetdesetih slovenski filmarji z opustitvijo lektorjev želeli pregnati stereotip o nenaravni slovenščini, čeprav so v prejšnjih časih v filmih uspešno uporabljali različne pokrajinske pogovorne jezike in narečja. Pri Primerih inšpektorja Vrenka je po njenem mnenju pravi problem jezikovna zmeda, saj vsak govori po svoje ali pa ne v skladu s svojim statusom (čistilka ni uporabljala pogovornega jezika, pri upokojenem oficirju JNA ni bilo tujejezičnega barvanja). Iz intervjujev z avtorji in igralci je sklepala, da nimajo razčiščenih osnovnih pojmov o socialnih zvrsteh slovenskega jezika. Da v filmsko ekipo niso povabili lektorja, se ji zdi neprofesionalno ne glede na njihov razlog. Sama bi predlagala rabo bolj ali manj močno barvanega mariborskega pogovornega jezika glede na izobrazbo, družbeni in socialni status, poreklo in govorni položaj lika. Uporabo ljubljanskega pogovornega jezika bi dovolila le priseljenki Mojci. Papirne dialoge nesproščenih likov bi omehčala z anekdotičnim humorjem po zgledu Komisarja Rexa in Umorov na podeželju (pes hrepeni po pomočnikovem sendviču, Barnaby zamuja na družinska srečanja, Montalbano iz serije Inšpektor Montalbano je ljubosumen), kar bi bilo po njenem bolje od zaključkov z moraliziranjem ob pogledu na Dravo. Pri Vrenku je pogrešala izrazito značajsko lastnost ali čudaštvo, ki je za detektive žanrsko pravilo (Poirot, Columbo in Marleau). Dogajanje bi prepletla z njegovim privatnim življenjem, da ne bi bila oče in prijateljica zgolj prilepljena (po zgledu Rocca Schiavoneja ali Candice Renoir).
Marko Stanojević (Radio Študent) pri prvi zgodbi ni maral Vrenkovega pametovanja Brezniku na moralističnem koncu, pogrešal pa je igralske in vsebinske presežke. Razumel je uvedbo Vrenkovih srčnih problemov, za katere pisatelju Demšarju drugače ni mar. Po njegovem niso pomagali zgodbi, vendar ga niso motili. Pojasnilo producentov, da so se štajerskemu naglasu izognili zaradi negativne konotacije, je imel za puhlo, saj v seriji štajersko govoreči Matjaž Javšnik v vlogi kmeta utrjuje ta stereotip. Snemanje marsikatere scene v Ljubljani se mu ni zdelo potrebno, saj so podhodi tudi v Mariboru. Oceno je zaključil z mnenjem, da zadeva ni slaba. Ta kriminalna serija se mu je kljub pomanjkljivostim zdela potrebna zaradi poplave žajfnic.
Ana Jarc (koridor-ku.si) je serijo označila za soliden in gledljiv izdelek z dobro režijo, fotografijo in glasbo, ki sicer ni odličen, je pa vreden ogleda. Primeri so se ji zdeli zanimivi in so jo pritegnili kljub pomanjkanju realizma. Manj so jo prepričali scenarij, razvoj likov in njihovih odnosov ter gledališka igra. Dialogi so se ji zdeli prisiljeni in umetni, dolge pavze pa so ji povzročale občutek nelagodja. Želela si je, da Vrenko ne bi bil določen samo z najbolj splošnimi lastnostmi. Njegova zveza z Mojco jo je dolgočasila, njen lik ji je bil všeč le zaradi Katarine Čas, ki je bila po njenem mnenju najbolj primerna in izkušena za igro na TV. Vrenkovemu odnosu z očetom je očitala pomanjkanje pomena za zgodbo. Vrenkova sodelavca sta se ji zdela neizdelana. Breznik je imel po njenem mnenju potencial, vendar je kmalu zbledel. Uporaba štajerskega naglasa le pri nižjih likih, medtem ko »smetana« govori ljubljansko, se ji je zdela neprimerna. Ni marala sitne šefice, ki zna samo vprašati, če je kaj novega. Razočaral jo je bled zaključek zgodbe, ki se ukvarja s spolnim nasiljem.